# Кашина Балбијано (Торино)
Кашина Балбијано је насеље у Италији у округу Торино, региону Пијемонт.
Према процени из 2011. у насељу је живело 20 становника. Насеље се налази на надморској висини од 281 м.